# Ladislav Ženíšek
Ladislav Ženíšek (Vinohrady, 7 de março de 1904 - 14 de maio de 1985) foi um futebolista e treinador checo que atuava como meio-defensor.

## Carreira
Ladislav Ženíšek fez parte do elenco da Seleção Checoslovaca de Futebol, na Copa de 1934, atuando em três partidas. 

## Títulos
- Copa do Mundo: Vice - 1934